# アンダーソン郡 (テキサス州)
アンダーソン郡（アンダーソンぐん、英: Anderson County）は、アメリカ合衆国テキサス州の東部に位置する郡である。2010年国勢調査での人口は58,458人であり、2000年の55,109人から6.1％増加した。郡庁所在地はパレスティーン市（人口18,712人）であり、同郡で人口最大の都市でもある。アンダーソン郡は1846年に組織化され、郡名はテキサス共和国の副大統領を務めたケネス・L・アンダーソンに因んで名付けられた。

## 歴史

### インディアン
テキサス州東部のインディアンは開拓者に友好的だったが、その後カイオワ族、キカプー族、キチャイ族、アパッチ族、コマンチ族が地域内に侵入してきた。これらの部族は狩猟を行い、土地を耕し、商売もうまかった。1772年までに彼らはブラゾス川のウェーコやトリニティ川の上流、現在のパレスティーンの地に住んでいた。ウィチタ族のタワコニ支族は州北部の出だったが、南の東テキサスに移住してきた。1843年からは、テキサス共和国やアメリカ合衆国と結んだ条約の相手がタワコニ支族だった。
1836年5月19日、コマンチ族、カイオワ族、カド族、ウィチタ族の同盟軍がパーカー砦を攻撃し、砦住人の大半を殺すか誘拐するかした。18人の開拓者がなんとかヒューストン砦に逃れた。ヒューストン砦は1835年にインディアンに対する守りのために、現在のアンダーソン郡内に設立されていた 。パーカー砦で捕虜になった中には後にコマンチ族の酋長クアナ・パーカーの母になったシンシア・アン・パーカーがいた。アンダーソン郡の住人にはいまでもシンシアの血を引く者がいる。
1838年10月、トマス・ジェファーソン・ラスク将軍がフランクストン近くで、キカプー族集落を襲撃し、東テキサスでのインディアンとの戦いを終わらせた。

### 開拓者
1826年にデイビッド・G・バーネットがコアウイラ・イ・テハス州の議会から、現在のアンダーソン郡の領域で300家族分の土地特許を受けた。地域開拓者の大半は州南部やミズーリ州から来た者達だった。
バプテストの精神的指導者ダニエル・パーカーと他に8人の者達が、イリノイ州ラモットでピルグリム・プレデストリナリアン・レギュラー・バプテスト教会を組織した。その会員が1833年にテキサスのフロンティアに流れてきた。この集団の中に、サイラス・M・パーカー、モーゼス・ヘリン、エリシャ・アングリン、ルーサー・T・M・プラマー・デイビッド・フォーケンベリー、ジョシュア・ハドレー、サミュエル・フロストが居た。現在のライムストーン郡中央を流れるナバソタ川の近くにできたパーカー砦は、近隣では最初期の実際の開拓地になった。パーカー砦が攻撃された後、生存者のうちの幾らかはアンダーソン郡の領域に移った。

### 郡の成立と成長
1846年3月24日、テキサス州第1議会で、ヒューストン郡から分離してアンダーソン郡が設立された。郡名はケネス・ルイス・アンダーソンに因んで名付けられた。パレスティーンが郡庁所在地に指定された。
南北戦争の開始前に、アンダーソン郡は住民投票を行い、合衆国からの脱退を承認した。南北戦争が始まると、元パレスティーン地区判事のジョン・H・リーガンがアメリカ連合国内閣の郵政長官を務めたが、終戦時に捕らえられ、23か月間を独房で過ごした。レコンストラクションの時代には、パレスティーン住人である第9地区判事リューベン・A・リーブスが、司法手続きに黒人が陪審員として参加することを拒んだこともあって、「レコンストラクションへの障害」として職責から外された。
1875年、インターナショナル・グレートノーザン鉄道がパレスティーンに機械修理工場と事務所を置いたので、その後の5年間で人口は2倍になった。
1928年1月、ハンブル・リジー・スミス1号油井と呼ばれた郡内では最初の油井が稼動した。1929年から2000年までの累計石油生産量は、295,904,540 バーレル (47,045,062 m3) になった。
1950年から1960年の間にテキサス州がガス・エンジェリング野生生物管理地域を購入した。その名前は地域に指名された最初の生物学者で、1951年12月13日に密猟者によって殺されたガス・A・エンジェリングに因んで1952年に改名されたものである。

## 地理
アメリカ合衆国国勢調査局に拠れば、郡域全面積は1,078平方マイル (2,792.0 km2)であり、このうち陸地1,071平方マイル (2,773.9 km2)、水域は7平方マイル (18.1 km2)で水域率は0.66％である。

### 主要高規格道路
- アメリカ国道79号線
- アメリカ国道84号線
- アメリカ国道175号線
- アメリカ国道287号線
- テキサス州道19号線
- テキサス州道155号線
- テキサス州道294号線

### 隣接する郡
- ヘンダーソン郡 - 北
- チェロキー郡 - 東
- ヒューストン郡 - 南
- レオン郡 - 南西
- フリーストーン郡 - 西

### 国立保護地域
- ネチェス川国立野生生物保護区（部分）

## 人口動態
以下は2000年の国勢調査による人口統計データである。
| 基礎データ - 人口: 55,109人 - 世帯数: 15,678 世帯 - 家族数: 11,335 家族 - 人口密度: 20人/km2（52人/mi2） - 住居数: 18,436軒 - 住居密度: 7軒/km2（17軒/mi2） 人種別人口構成 - 白人: 66.44% - アフリカン・アメリカン: 23.48% - ネイティブ・アメリカン: 0.64% - アジア人: 0.45% - 太平洋諸島系: 0.03% - その他の人種: 8.00% - 混血: 0.96% - ヒスパニック・ラテン系: 12.17% 年齢別人口構成 - 18歳未満: 20.7% - 18-24歳: 9.3% - 25-44歳: 37.7% - 45-64歳: 20.6% - 65歳以上: 11.7% - 年齢の中央値: 36歳 - 性比（女性100人あたり男性の人口） - 総人口: 155.8 - 18歳以上: 173.4 | 世帯と家族（対世帯数） - 18歳未満の子供がいる: 34.1% - 結婚・同居している夫婦: 55.5% - 未婚・離婚・死別女性が世帯主: 13.2% - 非家族世帯: 27.7% - 単身世帯: 24.8% - 65歳以上の老人1人暮らし: 11.8% - 平均構成人数 - 世帯: 2.58人 - 家族: 3.07人 収入と家計 - 収入の中央値 - 世帯: 31,957米ドル - 家族: 37,513米ドル - 性別 - 男性: 27,070米ドル - 女性: 21,577米ドル - 人口1人あたり収入: 13,838米ドル - 貧困線以下 - 対人口: 16.5% - 対家族数: 12.7% - 18歳未満: 21.6% - 65歳以上: 16.6% |

## メディア
アンダーソン郡はダラス・フォートワースメディア市場に属している。視聴できるテレビ局は9局ある。またタイラー・ロングビュー・ジャクソンビル・メディア市場からの放送を受信できる。

## 政府機関
テキサス州刑事司法省が郡内で男性用州立刑務所を運営している。ベト、コフィールド、マイケル、ポーリッジの各刑務所と、ガーニーの移送施設がパレスティーンの西7マイル (11 km) の未編入領域に置かれている。ベト刑務所には矯正施設第2地域維持本部が置かれている。

## 都市と町
- パレスティーン - 郡庁所在地

### 町
- エルクハート
- フランクストン

### 未編入の町
- ボイスダーク
- ブラッドフォード
- ブルームシティ
- カユガ
- モンタルバ
- ネチェス
- パート
- スローカム
- テネシーコロニー
- ワイルドキャットブラフ

## 教育
アンダーソン郡は、次の教育学区が管轄している。
- アセンズ独立教育学区（部分）
- カユガ独立教育学区
- エルクハート独立教育学区（部分）
- フランクストン独立教育学区（部分）
- ラポイナー独立教育学区（部分）
- ネチェス独立教育学区
- パレスティーン独立教育学区
- スローカム独立教育学区
- ウェストウッド独立教育学区